# 1261 Legia
Legia (asteróide 1261) é um asteróide da cintura principal com um diâmetro de 31,28 quilómetros, a 2,5863432 UA. Possui uma excentricidade de 0,176576 e um período orbital de 2 033,25 dias (5,57 anos).
Legia tem uma velocidade orbital média de 16,80588671 km/s e uma inclinação de 2,4279º.
Esse asteróide foi descoberto em 23 de Março de 1933 por Eugène Delporte.